# Miltogramma macularis
Miltogramma macularis är en tvåvingeart som först beskrevs av Christian Rudolph Wilhelm Wiedemann 1824.  Miltogramma macularis ingår i släktet Miltogramma och familjen köttflugor. Inga underarter finns listade i Catalogue of Life.